# Takeshi Tsujimura
Takeshi Tsujimura (Japans: 辻村猛, Tsujimura Takeshi) (Osaka, 4 juli 1974) is een Japans motorcoureur.
Tsujimura maakte in 1993 zijn debuut in de 125cc-klasse van het wereldkampioenschap wegrace op een Honda. Nadat hij zijn eerste podiumplaats al behaalde in zijn tweede Grand Prix in Maleisië, behaalde hij in Oostenrijk dat jaar zijn eerste overwinning. Uiteindelijk eindigde hij achter Dirk Raudies en Kazuto Sakata als derde in het kampioenschap. In 1994 had hij zijn beste seizoen met overwinningen in Japan, Nederland, Groot-Brittannië en de Verenigde Staten, maar door een aantal uitvalbeurten wist hij zijn kampioenschapsresultaat niet te verbeteren en werd hij achter Sakata en Noboru Ueda opnieuw als derde in de eindstand. In 1995 stapte hij over naar de 250cc-klasse en eindigde als 22e in het kampioenschap, een resultaat wat hij in 1996 verbeterde naar plaats 12. In 1997 stapte hij over naar een TSR-Honda en behaalde zijn beste kampioenschapsresultaat in de klasse met een zevende plaats. In 1998 stapte hij over naar een Yamaha en nam na het einde van het seizoen afscheid van het wereldkampioenschap. In 1999 reed hij een wildcardrace in het wereldkampioenschap superbike op een Yamaha in zijn thuisrace op het Sportsland SUGO, iets wat hij in 2002 nogmaals deed. In 2003 maakte hij tevens zijn debuut in het wereldkampioenschap supersport op een TSR-Honda met een wildcard tijdens het raceweekend op Silverstone. In 2006 won hij samen met Shinichi Ito de prestigieuze 8 uur van Suzuka op een Honda.